# Trofeo Laigueglia 2020
Il Trofeo Laigueglia 2020, cinquantasettesima edizione della corsa, valevole come sesta prova dell'UCI ProSeries 2020 categoria 1.Pro e come prima prova della Ciclismo Cup 2020, si svolse il 16 febbraio 2020 su un percorso di 203 km, con partenza e arrivo a Laigueglia, in Italia. La vittoria fu appannaggio dell'italiano Giulio Ciccone, il quale completò il percorso in 5h10'27", alla media di 39,230 km/h, precedendo l'eritreo Biniam Girmay e il connazionale Diego Rosa.
Sul traguardo di Laigueglia 56 ciclisti, su 127 partenti, portarono a termine la competizione.

## Squadre e corridori partecipanti
| N.    | Cod. | Squadra                      |
| ----- | ---- | ---------------------------- |
| 1-7   | GAZ  | Gazprom-RusVelo              |
| 11-17 | ALM  | AG2R La Mondiale             |
| 21-27 | DDC  | NTT Continental Cycling Team |
| 31-37 | ITA  | Italia                       |
| 41-47 | NDP  | Nippo Delko Provence         |
| 51-57 | RIW  | Riwal Readynez Cycling Team  |
| 61-67 | THR  | Vini Zabù KTM                |
| 71-77 | BCF  | Bardiani-CSF-Faizanè         |
| 81-87 | ARK  | Team Arkéa-Samsic            |
| 91-97 | ANS  | Androni Giocattoli-Sidermec  |

| N.      | Cod. | Squadra                       |
| ------- | ---- | ----------------------------- |
| 101-107 | GEF  | General Store-Essegibi        |
| 111-117 | AZT  | D'Amico UM Tools              |
| 121-126 | BIA  | Biesse Arvedi                 |
| 131-137 | CPK  | Team Colpack Ballan           |
| 141-146 | SAN  | Sangemini-Trevigiani-MG.K Vis |
| 151-156 | BTM  | Beltrami TSA Marchiol         |
| 161-167 | IWD  | Work Service Dynatek Vega     |
| 171-177 | GTV  | Giotti Victoria               |
| 181-185 | AMO  | Amore & Vita-Prodir           |

## Ordine d'arrivo (Top 10)
| Pos. | Corridore       | Squadra    | Tempo    |
| ---- | --------------- | ---------- | -------- |
| 1    | Giulio Ciccone  | Italia     | 5h10'27" |
| 2    | Biniam Girmay   | Nippo      | a 32"    |
| 3    | Diego Rosa      | Arkéa      | s.t.     |
| 4    | Andrea Vendrame | AG2R       | a 1'17"  |
| 5    | Lorenzo Rota    | Vini Zabù  | s.t.     |
| 6    | Evgenij Šalunov | Gazprom    | s.t.     |
| 7    | Davide Gabburo  | Androni    | a 1'21"  |
| 8    | Marco Tizza     | Amore & V. | a 1'48"  |
| 9    | Andreas Kron    | Riwal      | a 1'55"  |
| 10   | Filippo Conca   | Biesse     | s.t.     |